# Saint-Sauveur-le-Vicomte
Saint-Sauveur-le-Vicomte är en kommun i departementet Manche i regionen Normandie i norra Frankrike. Kommunen ligger i kantonen Saint-Sauveur-le-Vicomte som tillhör arrondissementet Cherbourg. År 2022 hade Saint-Sauveur-le-Vicomte 2 088 invånare.

## Befolkningsutveckling
Antalet invånare i kommunen Saint-Sauveur-le-Vicomte
| Referens: INSEE |